# カリナーロ
カリナーロ（伊: Carinaro）は、イタリア共和国カンパニア州カゼルタ県にある、人口約7,100人の基礎自治体（コムーネ）。

## 地理

### 位置・広がり

#### 隣接コムーネ
隣接するコムーネは以下の通り。
- アヴェルサ
- グリチニャーノ・ディ・アヴェルサ
- マルチャニーゼ
- サンタ・マリーア・カープア・ヴェーテレ
- テヴェローラ

### 気候分類・地震分類
カリナーロにおけるイタリアの気候分類 (it) および度日は、zona C, 1099 GGである。
また、イタリアの地震リスク階級 (it) では、zona 2 (sismicità media) に分類される。